# James Cudjoe
James Cudjoe (Sekondi-Takoradi, 7 settembre 1971) è un artista ghanese.

## Biografia
Cudjoe si laurea al Ghanatta Art College nel 1996 e da allora partecipata a grandi mostre. Gestisce le sue gallerie ad Accra e Takoradi, Ghana. Nel maggio 2007 Cudjoe ha esposto alla mostra presso il San Diego Museum of Man con il titolo Speak Artisti: Arte Contemporanea dal Ghana e Zimbabwe. Il suo lavoro illustra la terza generazione di artisti provenienti dal Ghana, che si esprimono come artisti nel mondo moderno, non sentendosi rinchiuso nella nozione di arte africana.

## Pratica artistica
Le opere di James Cudjoe partono dalle immagini della vita quotidiana. Conosciuto per i suoi paesaggi urbani, che possono essere molto vivaci, colorati e pieni di energia o più pacate. Noto anche per rappresentare la donna africana nel mercato, sua madre, al lavoro o di riposo. La crescente popolarità e il successo in Europa e negli Stati Uniti, è una conferma della sua abilità e della sua importanza come artista.

## Mostre
| - 2004 National Theatre, Accra, Ghana - 2003 Golden Tulip Hotel, Accra - 2001 LA Palm Beach Hotel - 2001 African Beach, Takoradi - 2001 Shangrila Hotel - 2000 Elmina Beach Resort, Elmina - 2000 Art Centre National Exhibition - 1998 Golden Tulip - 1997 Arama Art Gallery, Accra |